# هيكتور أرويو
هيكتور أرويو (مواليد 30 مايو 1966) هو ملاكم من بورتوريكو، مثّل بلاده في الألعاب الأولمبية الصيفية 1988.

## روابط خارجية
هيكتور أرويو على موقع بوكس ريك (الإنجليزية) (registration required)
- هيكتور أرويو على موقع اللجنة الأولمبية الدولية (الإنجليزية)
- هيكتور أرويو على موقع أوليمبيديا (الإنجليزية)